# Lijst van rijksmonumenten in Maastricht/Sint Lambertuslaan
Een overzicht van de 10 rijksmonumenten in de stad Maastricht gelegen aan of bij de Sint Lambertuslaan.
| Object | Oorspronkelijke functie? | Bouwjaar | Architect       | Locatie                   | Coördinaten?                  | Nr.?   | Afbeelding                                                                                                   |
| --- | ------------------------ | -------- | --------------- | ------------------------- | ----------------------------- | ------ | --- |
| Dubbele villa in eclectische stijl. Het pand Sint Lambertuslaan 3 werd gebouwd als kantoorwoning voor notaris N.J. Jesse. | Woonhuis                 | ca. 1895 |                 | Sint Lambertuslaan 1 en 3 | 50° 50' 35" NB, 5° 41' 32" OL | 506655 | Meer afbeeldingen                                                                                            |
| Drievoudige eclectische stadsvilla.                                                                                       | Woonhuis                 | ca. 1900 |                 | Sint Lambertuslaan 2 en 4 | 50° 50' 34" NB, 5° 41' 29" OL | 506656 | Meer afbeeldingen                                                                                            |
| Villa My Home. | Woonhuis                 | 1909     | Willem Sprenger | Sint Lambertuslaan 5      | 50° 50' 34" NB, 5° 41' 32" OL | 506658 | Meer afbeeldingen                                                                                            |
| Villa Marguerite. | Woonhuis                 | 1890     | Willem Sprenger | Sint Lambertuslaan 6      | 50° 50' 33" NB, 5° 41' 30" OL | 506657 | Meer afbeeldingen                                                                                            |
| Eclectische, vrijstaande villa, gebouwd in opdracht van M. en E. Regout.                                                  | Woonhuis                 | ca. 1895 |                 | Sint Lambertuslaan 8      | 50° 50' 30" NB, 5° 41' 31" OL | 506659 | Meer afbeeldingen                                                                                            |
| Villa Maya. | Woonhuis                 | 1903     |                 | Sint Lambertuslaan 9      | 50° 50' 31" NB, 5° 41' 35" OL | 506660 | Meer afbeeldingen                                                                                            |
| Villa Wilhelmina. | Woonhuis                 | 1915     | Joseph Hollman  | Sint Lambertuslaan 10     | 50° 50' 29" NB, 5° 41' 32" OL | 506661 | Meer afbeeldingen                                                                                            |
| Vier herenhuizen onder één kap, gebouwd in expressionistische stijl, in opdracht van W.Hommes.                            | Woonhuis                 | 1928     | Alphons Boosten | Sint Lambertuslaan 23     | 50° 50' 26" NB, 5° 41' 37" OL | 506662 | Meer afbeeldingen                                                                                            |
| Vier eclectische herenhuizen in een aaneengesloten straatwand, gebouwd in opdracht van J.M. Reinders & Cons.              | Woonhuis                 | 1904     |                 | Sint Lambertuslaan 30     | 50° 50' 24" NB, 5° 41' 39" OL | 506714 | Vier eclectische herenhuizen in een aaneengesloten straatwand, gebouwd in opdracht van J.M. Reinders & Cons. |
| Herenhuis, gebouwd in opdracht van J. Dirksen.                                                                            | Woonhuis                 | 1905     |                 | Sint Lambertuslaan 38     | 50° 50' 24" NB, 5° 41' 40" OL | 506667 | Herenhuis, gebouwd in opdracht van J. Dirksen.                                                               |